# CFB Gagetown

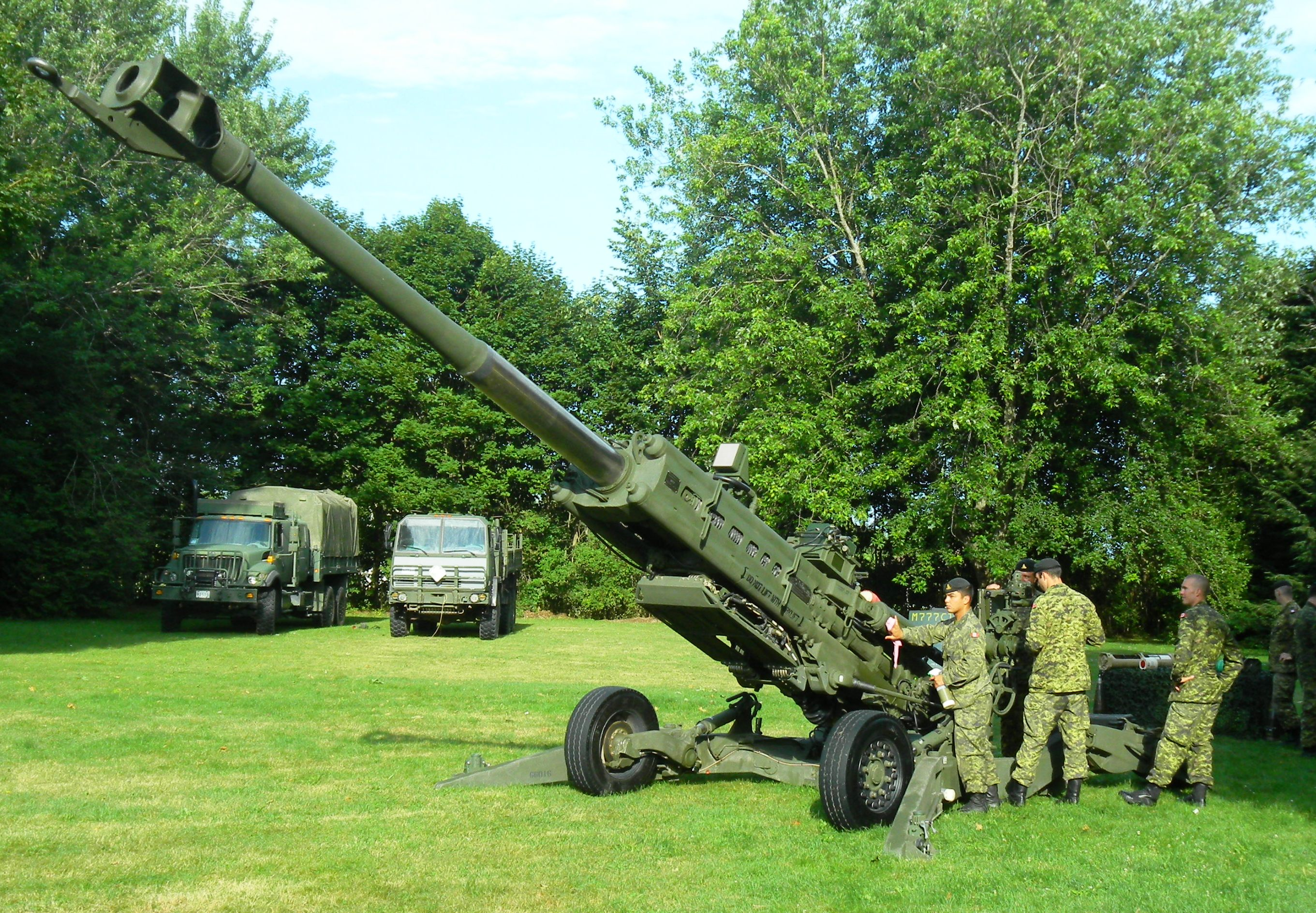
M777 155-mm-Haubitzen, CFB Gagetown, New Brunswick. Die Haubitze M777 ist eine gezogene Artillerieeinheit, die von der Abteilung Global Combat Systems von BAE Systems hergestellt wird. Kanada verfügt über 37 M777 Haubitzen (2006).

Die 5th Canadian Division Support Base Gagetown (kurz: 5 CDSB Gagetown; bis 2013 Canadian Forces Base Gagetown, kurz: CFB Gagetown) ist ein großer Militärstützpunkt der Canadian Army ca. 3 km östlich der Kleinstadt Oromocto, New Brunswick im Sunbury County. Die Hauptstadt der kanadischen Provinz, Fredericton, befindet sich ca. 20 km westlich vom Stützpunkt.

## Geschichte
Zu Anfang des Kalten Kriegs haben die kanadischen Militärplaner die Notwendigkeit erkannt, einen Truppenübungsplatz zu bauen, auf dem die Canadian Army, die Infanterie sowie die Artillerie, Übungen durchführen konnte. Dies sah man als Vorbereitung an, für ihren Einsatz zum Schutz von Westeuropa als Kanadas Beitrag in der NATO. Die Anlage sollte über einen guten Zugang zu Transportwegen verfügen und alljährlich nutzbar sein. Der Stützpunkt wurde 1958 als Truppenübungsplatz errichtet.

## Überblick
Der Stützpunkt verfügt über eine Fläche von 1.100 Quadratkilometer an Truppenübungsfläche. 1.500 km an Straßen, 740 Gebäude und ca. 6.000 Beschäftigte als Militär- bzw. Zivilpersonal auf dem Hauptstützpunkt, sowie weiteren kleineren militärische Anlagen für die der Stützpunkt zuständig ist, und die sich in der Provinz verteilen. CFB Gagetown ist der zweitgrößte Militärstützpunkt in Kanada sowie die größte militärische Einrichtung im östlichen Gebiet.
Die Einrichtung ist der zweitgrößte Arbeitgeber in der Region, nach der Provinz. Von den 6.000 Beschäftigten dienen 4.500 als Soldaten und 1.500 gelten als Zivilpersonal. Der Stützpunkt verfügt über ein Helipad.

## Einheiten
Auf dem Stützpunkt sind unter anderen stationiert:
- 5th Canadian Division Training Centre
- Canadian Army Trials and Evaluation Unit
- Royal Canadian Armoured Corps School
- Royal Regiment of Canadian Artillery School,
- Infantry School
- Tactics School
- Canadian Forces School of Military Engineering

sowie folgende Einheiten:
- 2nd Battalion, The Royal Canadian Regiment
- 4th Artillery Regiment (General Support)
- 4 Engineer Support Regiment
- 403 Helicopter Operational Training Squadron
- C Squadron, The Royal Canadian Dragoons
- 3 Military Police Regiment Detachment Gagetown

hinzukommen weitere zivile Stellen der Verwaltung u. a.